# وزگی
وزگی (به لاتین: Wyzgi) یک روستا در لهستان است که در گمینا کوژنگتسا واقع شده‌است.